# Fuku alla marinara

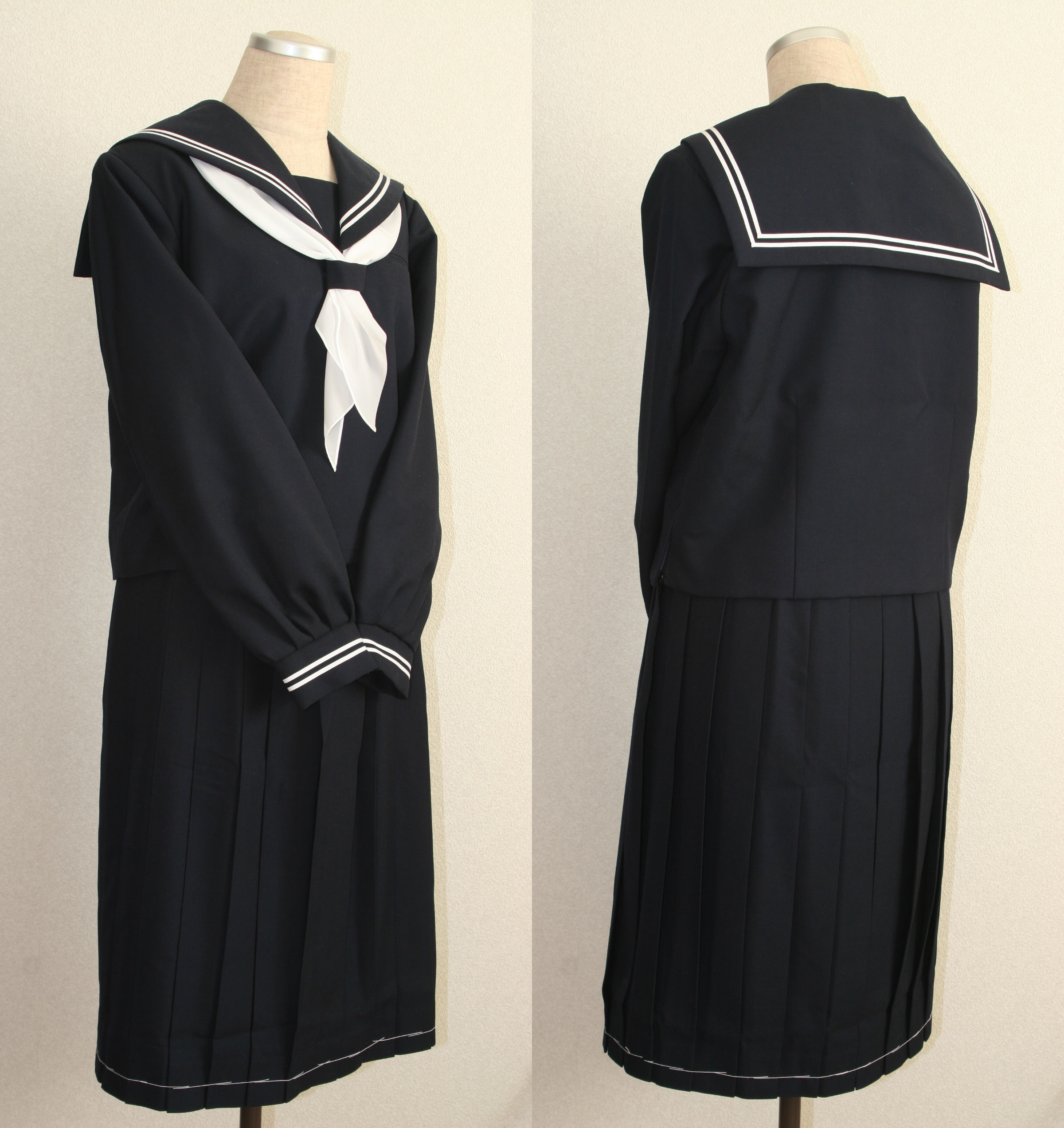
Un sailor fuku invernale.

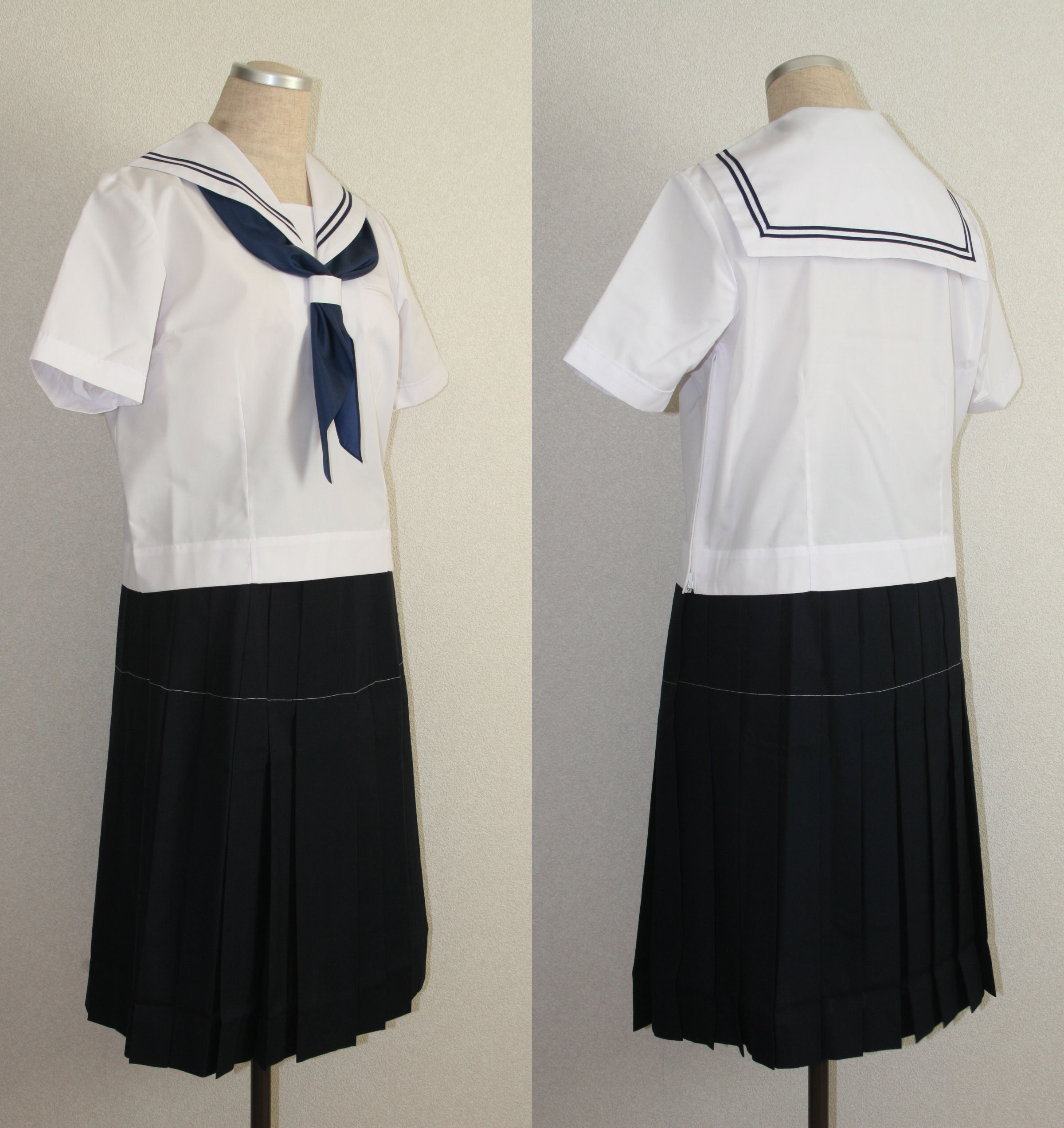
Un sailor fuku estivo.

Il completo alla marinara o fuku alla marinara o sailor fuku (セーラー服?, sērā fuku) è una tipica uniforme scolastica giapponese indossata dalle studentesse delle scuole medie e superiori. Come uniforme scolastica venne introdotta nel 1921 dalla preside della Fukuoka Jo Gakuin University (福岡女学院?), Elizabeth Lee. Fu disegnata basandosi sulle uniformi indossate al tempo dalla marina reale britannica, che la stessa Elizabeth Lee aveva conosciuto durante uno scambio scolastico quando era studente in Gran Bretagna.

## Caratteristiche

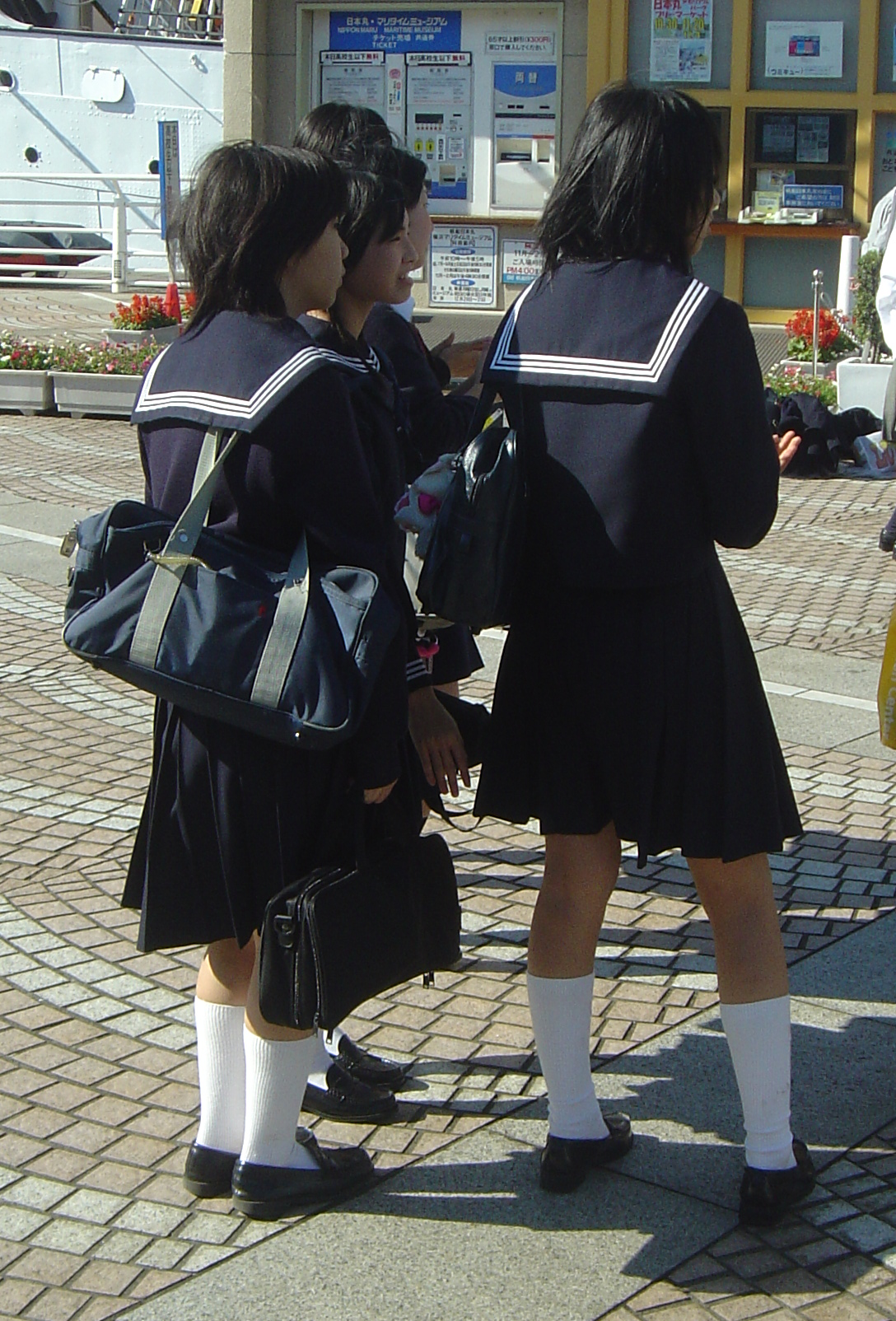
Studentesse giapponesi della scuola secondaria che indossano il fuku alla marinara.

Come le uniformi maschili, chiamate gakuran, il fuku alla marinara è disegnato sul modello delle uniformi navali con riferimenti militari. Consiste generalmente di una blusa con attaccato un collare da marinaio (襟?, eri) maglietta pieghettata. Ci sono variazioni stagionali (invernali ed estive) riguardo alla lunghezza delle maniche e al tipo di stoffa. Un nastro viene legato di fronte e passato attraverso un'asola inserita nella blusa. Varianti del nastro includono cravatte, bolo e fiocchi. Colori tipici sono il blu marino, bianco, grigio e nero.
Scarpe, calzini e altri accessori fanno a volte parte dell'uniforme. I calzini sono tipicamente bianchi e le scarpe sono mocassini neri oppure marroni. Nonostante non siano parte dell'uniforme richiesta, i loose socks sono un abbinamento comune con il fuku per le ragazze più alla moda.

## Importanza culturale

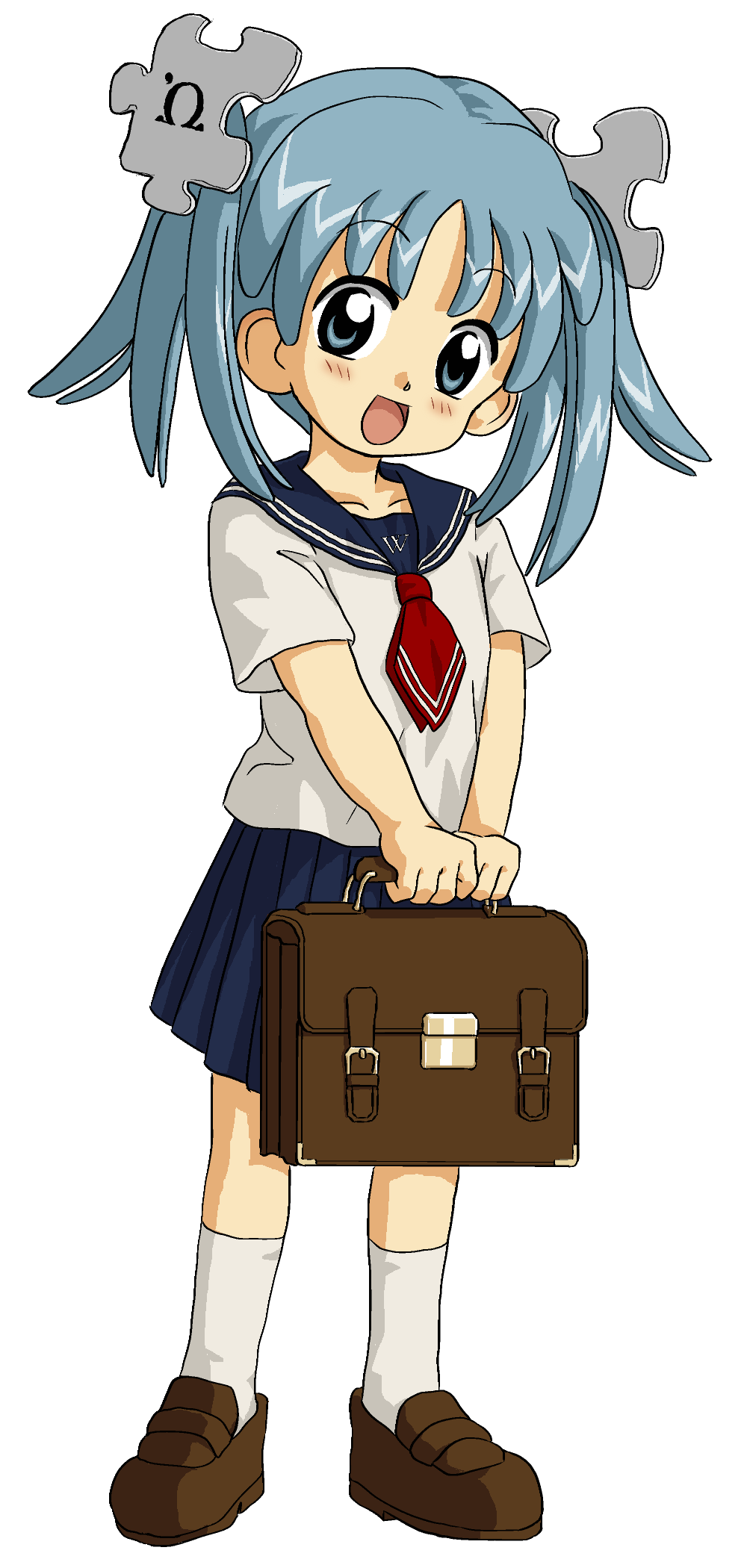
Wikipe-tan, mascotte del progetto anime e manga su Wikipedia, con un fuku alla marinara

Il completo alla marinara è spesso associato alla gioventù relativamente spensierata ed è visto come un elemento nostalgico dagli ex studenti. Il fuku alla marinara è un costume popolare per Halloween ed altre feste ed è venduto nei grandi magazzini e nei negozi di costumi in tutto il Giappone; talvolta viene anche impiegato nel Gothic Lolita. L'uniforme è però vista anche come simbolo di conformismo e spesso viene modificata dalle giovani studentesse come atto di ribellione e di esibizione dell'individualismo. Alcune modifiche che vengono fatte includono allungare o l'accorciare la gonna, arrotolare le maniche, rimuovere il nastro e nascondere spille e toppe sotto il colletto.
Inoltre, dato che le uniformi scolastiche sono un popolare oggetto di feticismo, anche i fuku alla marinara sono entrati a far parte del fenomeno burusera, anche se le leggi giapponesi hanno reso difficile questa pratica.
Il completo alla marinara, così come altri tipi di uniforme scolastica, gioca poi un ruolo chiave nella cultura otaku. Vengono infatti prodotti molti anime, manga e dōjinshi dove compaiono personaggi che indossano dei fuku alla marinara. Alcuni celebri esempi:
- Nel popolare manga e anime Sailor Moon tutte le protagoniste portano normalmente il fuku alla marinara, quando si trasformano in Guerriere Sailor ne indossano alcuni più elaborati; celebre la frase della protagonista, che trasformandosi ogni volta esclama sono la bella guerriera con la sailor fuku.
- Il personaggio Kagome Higurashi del manga e anime Inuyasha porta spesso un completo alla marinara, così come le tre eroine di Magic Knight Rayearth, Shana di Shakugan no Shana, Tokiko Tsumura di Busou renkin, Nanako (Nanà nell'adattamento italiano) di Nanà Supergirl e Mami Sakura (Martina nell'addattamento italiano) di Martina e il campanello misterioso.
- Le protagoniste del manga e anime Highschool of the Dead indossano spesso un'uniforme scolastica alla marinara.
- Il personaggio Himiko Toga del manga e anime My Hero Academia veste sempre una divisa alla marinara.
- Nella serie di videogiochi Street Fighter Il personaggio di Sakura Kasugano veste sempre una divisa alla marinara.
- Il sailor fuku compare regolarmente in Marimite, School Rumble, Azumanga daiō, La malinconia di Haruhi Suzumiya, Lucky Star, Kill la Kill, Kimagure Orange Road, Mila e Shiro - Due cuori nella pallavolo, Lamù, Card Captor Sakura, I"s, Hitohira, HEN, Gokujō Seitokai, Karin, Uta∽Kata e in moltissimi altri anime o manga giapponesi.